# Punkt izozbestyczny

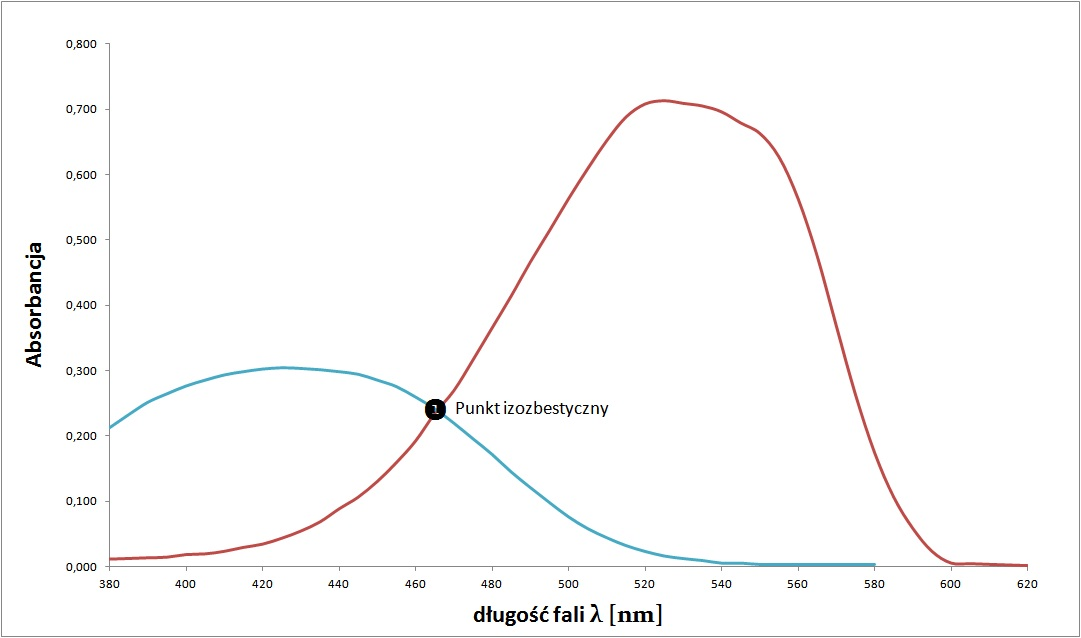
Graficzne przedstawienie punktu izozbestycznego - miejsce przecięcia się krzywych spektrofotometrycznych wyznaczonych dla różnych stężeń substancji w układzie absorbancja-długość fali.

Punkt izozbestyczny (izozbastyczny) – punkt odpowiadający długości fali powstały z przecięcia się krzywych wykreślonych w układzie absorbancja-długość fali promieniowania elektromagnetycznego, w którym obie formy związku w roztworze (zdysocjowana i niezdysocjowana) mają jednakowe molowe współczynniki absorpcji i wobec tego zmiana pH jednej z form kosztem drugiej nie wpływa na zmianę jego położenia. W zależności od właściwości kwasowo-zasadowych związek może posiadać wiele punktów izozbestycznych. Dla jednoprotonowego kwasu dysocjującego zgodnie z równaniem:
HA ⇌ A−
 + H+

w układzie absorbancja-długość fali obserwować będziemy jeden punkt izozbestyczny. Dla n-protonowego kwasu obserwować będziemy n punktów izozbestycznych.
Na podstawie punktu izozbestycznego, znając molowy współczynnik absorpcji (ekstynkcji) oznaczanego składnika, możemy stosując prawo Lamberta-Beera wyznaczyć jego stężenie. 